# Cultura (revista)
|  | Per a altres significats, vegeu «Cultura (revista del 1914-1915)». |

Cultura és el nom d'una revista mensual d'àmbit local que neix l'any 1928 i continua en actiu. Durant els anys 1938 i 1945 es va aturar la publicació amb motiu de la Guerra Civil espanyola i la postguerra. La revista l'edita l'Associació d’Alumnes i Ex-alumnes de l'Escola del Treball de Valls.
Ha estat dirigida, entre d'altres, per Josep M. Fàbregas Cisteré (1945-1963), Jaume Aguadé Sordé (1962-1972) o Pere Altès Serra (1973-1989).